# Cassa nazionale del notariato
La Cassa Nazionale del Notariato è un ente gestore di forme di previdenza di primo pilastro avente lo scopo di provvedere al trattamento pensionistico dei notai ad esso iscritti.

## Storia
La Cassa Nazionale del Notariato è stata istituita con R.D.L. 9 novembre 1919, n. 2239; essa aveva il compito primario di corrispondere un assegno supplementare ai notai i cui onorari non avessero raggiunto complessivamente nell’anno un minimo predeterminato di repertorio (art. 4). Con il R.D.L. 27 maggio 1923, n. 1324, veniva avviata la costituzione di una Cassa Pensioni a favore dei notai cessati dall’esercizio e delle loro famiglie (art. 3) istituita, successivamente, con il D.M. 13 agosto 1924 che prevedeva, altresì, la possibilità di erogare sussidi a favore dei notai e delle loro famiglie, in condizioni di indigenza (art. 1).
La legge 3 agosto 1949, n. 577, con la quale venne istituito il Consiglio Nazionale del Notariato, fissava uno stretto legame tra Consiglio e Cassa, stabilendo che i membri della Commissione amministratrice, presieduta dal Direttore Generale degli affari civili e delle libere professioni del Ministero di Grazia e Giustizia, fossero designati dal Consiglio Nazionale tra i propri consiglieri.
Con la legge 20 marzo 1975, n. 70, la Cassa entrava a far parte della sfera pubblica quale ente gestore di forme obbligatorie di previdenza e assistenza. Il D.P.R. 12 ottobre 1990, n. 317, ha operato una prima regolamentazione organica delle attività di assistenza e di previdenza della Cassa, rispetto alla delibera adottata dalla Commissione Amministratrice il 21 ottobre 1955, più volte modificata ed integrata nell’arco di oltre trenta anni.
Con la legge 27 giugno 1991, n. 220, ha avuto luogo la completa separazione amministrativa del Consiglio Nazionale dalla Cassa; quest’ultima ha ottenuto un proprio autonomo Consiglio di Amministrazione, autorizzato a procedere alla nomina del Presidente nell’ambito dei suoi consiglieri. Tale legge ha portato anche ad una migliore identificazione dei compiti di previdenza e assistenza, per i quali è stata prevista l’emanazione di appositi regolamenti.
Il D. L.gs 30 giugno 1994, n. 509, ha riportato la Cassa nell’ambito privatistico, consentendo la trasformazione della stessa in persona giuridica di diritto privato sia pure conservando i controlli ministeriali dipendenti dalla natura di funzione pubblica dell’attività previdenziale.
Con delibera del 9 novembre 1994, il Consiglio di Amministrazione ha scelto la forma di Ente Associativo di diritto privato con decorrenza dal 1º gennaio 1995. Il nuovo Statuto ed i relativi regolamenti, contestualmente adottati, sono stati approvati con Decreto interministeriale del 22 settembre 1995, pubblicato sulla Gazzetta Ufficiale n. 249 del 24 ottobre 1995. Le successive modificazioni sono state approvate con Decreto interministeriale a norme di Statuto.

## Caratteristiche
La Cassa è una pubblica amministrazione che svolge un servizio pubblico di tipo previdenziale e da stato assistenziale previsti dall'art. 38 della Costituzione.
La Cassa quindi paga le pensioni e le altre prestazioni previdenziali con i contributi che riscuote esclusivamente dai notai in esercizio.

### Leggi
- Costituzione della Repubblica Italiana
- Decreto legislativo 30 giugno 1994, n. 509, in materia di "Attuazione della delega conferita dall'art. 1, comma 32, della legge 24 dicembre 1993, n. 537, in materia di trasformazione in persone giuridiche private di enti gestori di forme obbligatorie di previdenza e assistenza."
- Decreto-legge 2 dicembre 2011, n. 201, articolo 24, in materia di "Disposizioni urgenti per la crescita, l'equita' e il consolidamento dei conti pubblici."

### Circolari
- Circolare Ministero del Lavoro e delle Politiche sociali - 16 giugno 2012 (PDF) (archiviato dall'url originale il 4 maggio 2014).